# Paola Carolina Miranda
Paola Carolina Miranda (ur. 5 lipca 1994) – paragwajska lekkoatletka specjalizująca się w rzucie młotem.
W 2010 po zwycięstwie w południowoamerykańskich kwalifikacjach do igrzysk olimpijskich młodzieży, w igrzyskach zajęła 15. miejsce w eliminacjach (z wynikiem 47,72) i nie wystartowała w finale "B". Na koniec sezonu zdobyła złoty medal mistrzostw Ameryki Południowej juniorów młodszych. Srebrna medalistka młodzieżowych mistrzostw Ameryki Południowej (2014). Wielokrotna rekordzistka kraju.

## Osiągnięcia
| Rok  | Impreza                                            | Miejsce         | Pozycja           | Wynik |
| ---- | -------------------------------------------------- | --------------- | ----------------- | ----- |
| 2010 | Igrzyska olimpijskie młodzieży                     | Singapur        | DNS (finał "B")   | –     |
| 2010 | Mistrzostwa Ameryki Południowej juniorów młodszych | Santiago        | 1. miejsce        | 49,44 |
| 2011 | Mistrzostwa świata juniorów młodszych              | Lille Metropole | el. – 29. miejsce | 43,93 |
| 2011 | Mistrzostwa Ameryki Południowej juniorów           | Medellín        | 6. miejsce        | 48,25 |
| 2012 | Mistrzostwa świata juniorów                        | Barcelona       | el. – 26. miejsce | 53,14 |
| 2012 | Młodzieżowe mistrzostwa Ameryki Południowej        | São Paulo       | 8. miejsce        | 53,43 |
| 2013 | Mistrzostwa Ameryki Południowej juniorów           | Resistencia     | 1. miejsce        | 53,82 |
| 2014 | Młodzieżowe mistrzostwa Ameryki Południowej        | Montevideo      | 2. miejsce        | 57,06 |
| 2017 | Mistrzostwa Ameryki Południowej                    | Asunción        | 7. miejsce        | 56,06 |

## Rekordy życiowe
- Rzut młotem – 60,81 (2016) rekord Paragwaju